# Asia-Pacific Broadcasting Union
L'Asia-Pacific Broadcasting Union (Unione asia-pacifica di radiodiffusione, abbreviato ABU) è un ente che associa diverse emittenti radiotelevisive in Asia e Oceania.
Attualmente l'ABU è composta da 272 membri dislocati in 57 paesi, tra cui anche l'Egitto e la Turchia.
Per la sua impostazione viene accostata all'Unione europea di radiodiffusione, sua omologa europea.

## Storia
L'ABU è nata nel 1964 con l'obiettivo di promuovere lo sviluppo della teleradiodiffusione pubblica nei paesi dell'Asia e del Pacifico.
Quasi 300 emittenti televisive fanno parte dell'ABU, e alcune di esse provengono da stati non sovrani, contrariamente all'Unione europea di radiodiffusione.

## Membri

### Membri effettivi
| Nazione            | Emittente                                                                                | Abbr.      |
| ------------------ | ---------------------------------------------------------------------------------------- | ---------- |
| Afghanistan        | Radio Television Afghanistan                                                             | RTA        |
| Afghanistan        | Ariana Television Network                                                                | ATN        |
| Afghanistan        | Noorin TV                                                                                | NTV        |
| Afghanistan        | Educational Radio and Television                                                         | ERTV       |
| Afghanistan        | Saba TV Network                                                                          | Saba TV    |
| Afghanistan        | Moby Capital Partners                                                                    | Moby       |
| Arabia Saudita     | Saudi Broadcasting Authority                                                             | SBA        |
| Australia          | Special Broadcasting Service                                                             | SBS        |
| Australia          | Australian Broadcasting Corporation                                                      | ABC        |
| Azerbaigian        | İctimai                                                                                  | İTV        |
| Bahrein            | Bahrain Radio and Television Corporation                                                 | BRTC       |
| Bangladesh         | Bangladesh Television                                                                    | BTV        |
| Bangladesh         | Bangladesh Betar                                                                         | BB         |
| Bangladesh         | Radio Today                                                                              | RT         |
| Bhutan             | Bhutan Broadcasting Service                                                              | BBS        |
| Bhutan             | Centennial Radio                                                                         | CR101      |
| Bhutan             | Kuzoo FM                                                                                 | KFM        |
| Birmania           | Myanmar Radio and Television                                                             | MRTV       |
| Brunei             | Radio Televisyen Brunei                                                                  | RTB        |
| Cambogia           | National Television of Kampuchea                                                         | TVK        |
| Cina               | China Central Television                                                                 | CCTV       |
| Corea del Nord     | Korean Central Broadcasting Committee                                                    | KCBC       |
| Corea del Sud      | Korean Broadcasting System                                                               | KBS        |
| Corea del Sud      | Seoul Broadcasting System                                                                | SBS        |
| Corea del Sud      | Educational Broadcasting System                                                          | EBS        |
| Corea del Sud      | Munhwa Broadcasting Corporation                                                          | MBC        |
| Egitto             | Unione della radio e della televisione egiziana                                          | ERTU       |
| Figi               | Fijian Broadcasting Corporation                                                          | FBC        |
| Filippine          | Philippine Broadcasting Service                                                          | PBS        |
| Filippine          | People's Television Network                                                              | PTV        |
| Filippine          | Solar Entertainment Corporation                                                          | SEC        |
| Filippine          | TV5                                                                                      | TV5        |
| Filippine          | ABS–CBN Corporation                                                                      | ABS-CBN    |
| Filippine          | GMA Network                                                                              | GMA        |
| Filippine          | Radio Philippines Network                                                                | RPN        |
| Filippine          | Nine Media Corporation                                                                   | Nine Media |
| Giappone           | Nippon Hōsō Kyōkai                                                                       | NHK        |
| Giappone           | Tokyo Broadcasting System                                                                | TBS        |
| Giordania          | Jordan Radio and Television Corporation                                                  | JRTV       |
| Giordania          | Sawt Al Madina Radio                                                                     | SMR        |
| Hong Kong*         | Commercial Radio Hong Kong                                                               | CRHK       |
| Hong Kong*         | Metro Broadcast Corporation                                                              | METRO      |
| Hong Kong*         | Radio Television Hong Kong                                                               | RTHK       |
| Hong Kong*         | Television Broadcasts Limited                                                            | TVB        |
| India              | All India Radio                                                                          | AIR        |
| India              | Doordarshan                                                                              | DD         |
| Indonesia          | Radio Republik Indonesia                                                                 | RRI        |
| Indonesia          | Rajawali Citra Televisi Indonesia                                                        | RCTI       |
| Indonesia          | Televisi Republik Indonesia                                                              | TVRI       |
| Indonesia          | Televisi Pendidikan Indonesia                                                            | MNCTV      |
| Indonesia          | Cakrawala Andalas Television                                                             | antv       |
| Indonesia          | Indosiar Visual Mandiri                                                                  | Indosiar   |
| Iran               | Islamic Republic of Iran Broadcasting                                                    | IRIB       |
| Isola Norfolk*     | Norfolk Island Broadcasting Service                                                      | VL2NI      |
| Isole Marshall     | Marshalls Broadcasting Company                                                           | MBC        |
| Isole Salomone     | Telekom Television                                                                       |            |
| Kazakistan         | Khabar Agency                                                                            | KA         |
| Kazakistan         | Qazaqstan                                                                                | KMO        |
| Kirghizistan       | Kyrgyz Respublikasynyn Koomduk Teleradioberüü Korporatsiyasy                             | KTRK       |
| Kirghizistan       | New Broadcasting System                                                                  | NBS        |
| Kiribati           | Broadcasting and Publications Authority                                                  | BPA        |
| Kuwait             | Kuwait Television                                                                        | KTV        |
| Laos               | Lao National Radio                                                                       | LNR        |
| Laos               | Lao National Television                                                                  | LNTV       |
| Libano             | Radio Libano                                                                             | RL         |
| Macao*             | Teledifusão de Macau                                                                     | TDM        |
| Malaysia           | Radio Televisyen Malaysia                                                                | RTM        |
| Malaysia           | TV3                                                                                      | TV3        |
| Malaysia           | Rimakmur Berhad                                                                          | Suria FM   |
| Maldive            | Television Maldives                                                                      | TVM        |
| Mongolia           | TV5                                                                                      | TV5        |
| Mongolia           | TV9                                                                                      | TV9        |
| Mongolia           | Ulaanbaatar Broadcasting System                                                          | UBS        |
| Mongolia           | Mongolian National Broadcaster                                                           | MNB        |
| Mongolia           | Channel 25                                                                               | MN25       |
| Mongolia           | Edutainment TV                                                                           | EduTV      |
| Mongolia           | New Television                                                                           | NTV        |
| Nauru              | Nauru Media                                                                              | NM         |
| Nepal              | Nepal Television                                                                         | NTV        |
| Nepal              | Radio Nepal                                                                              | RNE        |
| Nuova Zelanda      | Television New Zealand                                                                   | TVNZ       |
| Pakistan           | Pakistan Broadcasting Corporation                                                        | PBC        |
| Pakistan           | Hum Network                                                                              | HUM TV     |
| Pakistan           | Shalimar Recording & Broadcasting Company                                                | ATV        |
| Pakistan           | Pakistan Television Corporation                                                          | PTV        |
| Papua Nuova Guinea | National Broadcasting Corporation of Papua New Guinea                                    | NBC PNG    |
| Papua Nuova Guinea | EM TV                                                                                    | EM TV      |
| Qatar              | Qatar Media Corporation                                                                  | QMC        |
| Samoa              | Samoa Broadcasting Corporation                                                           | SBC        |
| Singapore          | MediaCorp                                                                                | MC         |
| Sri Lanka          | Sri Lanka Rūpavāhinī Corporation                                                         | SLRC       |
| Sri Lanka          | Sri Lanka Broadcasting Corporation                                                       | SLBC       |
| Tagikistan         | Kumitai televizion va radioi nazdi Hukumati Çumhurii Toçikiston                          | KHCT       |
| Thailandia         | National Broadcasting Services of Thailand                                               | NBT        |
| Thailandia         | Thai Public Broadcasting Service                                                         | TPBS       |
| Thailandia         | Television Pool of Thailand                                                              | TPT        |
| Timor Est          | Radio-Televisão Timor Leste                                                              | RTTL       |
| Tonga              | Tonga Broadcasting Commission                                                            | TBC        |
| Turchia            | Türkiye Radyo ve Televizyon Kurumu                                                       | TRT        |
| Turkmenistan       | Gosudarstvennyi komitet po televideniiu, radioveshchaniiu i kinematografii Türkmenistana | GKTRKT     |
| Uzbekistan         | O'zbekiston Milliy Teleradiokompaniyasi                                                  | MTRK       |
| Vanuatu            | Television Blong Vanuatu                                                                 | TBV        |
| Vietnam            | Vietnam Television                                                                       | VTV        |
| Vietnam            | Vietnam Multimedia Corporation                                                           | VTC        |
| Vietnam            | Voice of Vietnam                                                                         | VOV        |

* Entità territoriali non sovrane

### Membri associati
| Nazione       | Emittente                                                                                       | Abbr.       |
| ------------- | ----------------------------------------------------------------------------------------------- | ----------- |
| Australia     | Commercial Radio Australia                                                                      | CRA         |
| Australia     | CVC Network                                                                                     | CVC         |
| Filippine     | Kapisanan ng mga Brodkaster ng Pilipinas                                                        | KBP         |
| Francia       | France Télévisions                                                                              | OFRT        |
| Germania      | Arbeitsgemeinschaft der öffentlich-rechtlichen Rundfunkanstalten der Bundesrepublik Deutschland | ARD         |
| Germania      | Zweites Deutsches Fernsehen                                                                     | ZDF         |
| Giappone      | National Association of Commercial Broadcasters in Japan                                        | JBA         |
| Hong Kong*    | Hong Kong Cable Television                                                                      | HKCTV       |
| Hong Kong*    | Phoenix Television                                                                              | Phoenix TV  |
| Hong Kong*    | Dim Sum Television                                                                              | Dim Sum TV  |
| Hong Kong*    | Pacific Century CyberWorks                                                                      | Now TV      |
| Indonesia     | Metro TV                                                                                        | MetroTV     |
| Indonesia     | TelkomVision                                                                                    | Transvision |
| Indonesia     | PT Karyamegah Adijaya                                                                           | Aora        |
| Malaysia      | Astro Malaysia Holdings                                                                         | AAN         |
| Malaysia      | U Television                                                                                    | UTV         |
| Mauritius     | Mauritius Broadcasting Corporation                                                              | MBC         |
| Micronesia    | Federated States of Micronesia Broadcasting Service                                             | FSMBS       |
| Mongolia      | Eagle TV                                                                                        | EBC         |
| Mongolia      | BTV Television                                                                                  | BTV TV      |
| Mongolia      | DDishTV                                                                                         | DDishTV     |
| Mongolia      | Supervision Broadcasting Network                                                                | SBN         |
| Norvegia      | Norsk rikskringkasting                                                                          | NRK         |
| Nuova Zelanda | Radio New Zealand                                                                               | RNZ         |
| Paesi Bassi   | Radio Netherlands Worldwide                                                                     | RNW         |
| Pakistan      | Geo Television                                                                                  | GEO TV      |
| Qatar         | Al Jazeera English                                                                              | AJE         |
| Regno Unito   | British Broadcasting Corporation                                                                | BBC         |
| Russia        | Vserossijskaja gosudarstvennaja televizionnaja i radioveščatelnaja kompanija                    | VGTRK       |
| Russia        | Alternative Irkutsk Studio of TV                                                                | AIST        |
| Stati Uniti   | American Broadcasting Corporation                                                               | ABC         |
| Stati Uniti   | CBS Corporation                                                                                 | CBS         |
| Stati Uniti   | National Association of Broadcasters                                                            | NAB         |
| Stati Uniti   | Turner Broadcasting System                                                                      | TBS         |
| Stati Uniti   | Voice of America                                                                                | VOA         |
| Stati Uniti   | Trans World Radio                                                                               | TWR         |
| Svizzera      | Società svizzera di radiotelevisione                                                            | SRG SSR     |